# World Games 2025/Teilnehmer (Deutschland)
| Gelbes Symbol für Goldmedaillen mit stilisierten Olympischen Ringen | Graues Symbol für Silbermedaillen mit stilisierten Olympischen Ringen | Braundes Symbol für Bronzemedaillen mit stilisierten Olympischen Ringen |
| ------------------------------------------------------------------- | --------------------------------------------------------------------- | ----------------------------------------------------------------------- |
| 15                                                                  | 14                                                                    | 14                                                                      |

Deutschland nimmt an den World Games 2025 mit 211 Athleten (113 Männer und 98 Frauen) teil.

## Medaillen

### Medaillenspiegel
| Rang   | Sportart            | Gold | Silber | Bronze | Gesamt |
| ------ | ------------------- | ---- | ------ | ------ | ------ |
| 1      | Rettungsschwimmen   | 5    | 6      | 2      | 13     |
| 2      | Flossenschwimmen    | 3    | 3      | —      | 6      |
| 3      | Jiu Jitsu           | 2    | 1      | 1      | 4      |
| 4      | Karate              | 2    | —      | —      | 2      |
| 5      | Wakeboarding        | 1    | 1      | 1      | 3      |
| 6      | Beachhandball       | 1    | 1      | —      | 2      |
| 7      | Tanzen              | 1    | —      | —      | 1      |
| 8      | Faustball           | —    | 1      | 1      | 2      |
| 9      | Kickboxen           | —    | 1      | —      | 1      |
| 10     | Billard             | —    | —      | 3      | 3      |
| 10     | Inline-Speedskating | —    | —      | 3      | 3      |
| 12     | Tauziehen           | —    | —      | 2      | 2      |
| 13     | Trampolinturnen     | —    | —      | 1      | 1      |
| Gesamt | Gesamt              | 15   | 14     | 14     | 43     |

### Medaillengewinner
| Name/n | Sportart            | Wettkampf                             |
| --- | ------------------- | ------------------------------------- |
| Gold |                     |                                       |
| Nina Holt | Rettungsschwimmen   | 50 m Retten                           |
| Nina Holt | Rettungsschwimmen   | 100 m Kombinierte Rettungsübung       |
| Nina Holt Alicia Gebhardt Lena Oppermann Udine Lauerwald | Rettungsschwimmen   | 4 × 25 m Retten einer Puppe           |
| Nina Holt Alicia Gebhardt Lena Oppermann Udine Lauerwald | Rettungsschwimmen   | 4 × 50 m Retten mit Gurt              |
| Nina Holt Julia Hennig Lena Oppermann Udine Lauerwald | Rettungsschwimmen   | 4 × 50 m Pool Lifesaver               |
| Max Poschardt | Flossenschwimmen    | 100 m                                 |
| Max Poschardt Niklas Loßner Justus Mörstedt Marek Leipold                                                                                                   | Flossenschwimmen    | 4 × 50 m                              |
| Max Poschardt Niklas Loßner Justus Mörstedt Marek Leipold                                                                                                   | Flossenschwimmen    | 4 × 100 m                             |
| Sophie Buscher | Jiu Jitsu           | Fighting –57 kg                       |
| Nike Hünecke Julia Paskiewicz | Jiu Jitsu           | Duo mit Sehbehinderung                |
| Mia Bitsch | Karate              | Kumite bis 55 kg                      |
| Johanna Kneer | Karate              | Kumite über 68 kg                     |
| Julia Rick | Wakeboarding        | Cable Wakeboard                       |
| Lennart Wörmann Lennart Liebeck Lars Zelser Moritz Ebert Timo Günther Jannis Herr Severin Henrich Robin John Hendrik Prahst Tobias Zeyen                    | Beachhandball       | Männer                                |
| Khrystyna Moshenska Marius Balan | Tanzen              | Latein Paartanz                       |
| Silber |                     |                                       |
| Kirsten Walter Belen Gettwart Emma Pilz Isabel Kattner Julia Drachsler Lena Klingler Pauline Borrmann Lucie-Marie Kretzschmar Nele Kurzke Amelie Möllmann   | Beachhandball       | Frauen                                |
| Alessandro Schober Christine Jahn | Jiu Jitsu           | Duo mit körperlicher Beeinträchtigung |
| Max Milde | Wakeboarding        | Cable Wakeboard                       |
| Philip Hofmann Johannes Jungclaussen Maximilian Lutz Jakob Kilpper Jaro Jungclaussen Oliver Kraut Timon Lützow Tom Hartung Hauke Spille Felix Klassen       | Faustball           | Männer                                |
| Stefanie Megerle | Kickboxen           | Semikontakt bis 70 kg                 |
| Alicia Gebhardt | Rettungsschwimmen   | 200 m Super Lifesaver                 |
| Udine Lauerwald | Rettungsschwimmen   | 100 m Retten mit Flossen und Gurt     |
| Lena Oppermann | Rettungsschwimmen   | 50 m Retten                           |
| Lena Oppermann | Rettungsschwimmen   | 100 m Retten mit Flossen              |
| Lena Oppermann | Rettungsschwimmen   | 100 m Kombinierte Rettungsübung       |
| Sebastien Pierre Lous Jan Malkowski Danny Wieck Tim Brang                                                                                                   | Rettungsschwimmen   | 4 × 50 m Pool Lifesaver               |
| Max Poschardt | Flossenschwimmen    | 100 m                                 |
| Justus Mörstedt | Flossenschwimmen    | 200 m                                 |
| Justus Mörstedt | Flossenschwimmen    | 50 m Tauchen                          |
| Bronze |                     |                                       |
| Felix Hofmann | Rettungsschwimmen   | 200 m Super Lifesaver                 |
| Sebastien Pierre Lous Jan Malkowski Danny Wieck David Laufkötter                                                                                            | Rettungsschwimmen   | 4 × 50 m Retten mit Gurt              |
| Franziska Freudenberger | Jiu Jitsu           | Fighting –63 kg                       |
| Florian Weiherer | Wakeboarding        | Cable Wakeboard                       |
| Pia Neuefeind Maya Mehle Ann-Kathrin Motteler Helle Großmann Denise Zeiher Svenja Schröder Michaela Grzywatz Henriette Schell Ida Hollmann Jordan Nadermann | Faustball           | Frauen                                |
| Martin Horn | Billard             | Dreiband                              |
| Alexander Widau | Billard             | Snooker                               |
| Joshua Filler | Billard             | Pool 10-Ball                          |
| Laethisia Schimek | Inline-Speedskating | 1 Runde Straße                        |
| Larissa Gaiser | Inline-Speedskating | 5000 m Punkterennen Bahn              |
| Ron Pucklitzsch | Inline-Speedskating | 100 m Sprint Straße                   |
| Lucas Broghammer Tobias Ortlieb Patrick Frank Philip Klingele Martin Wehrle Tim Fuß Jakob Schlegel Markus Resch Florian Resch                               | Tauziehen           | Männer bis 640 kg                     |
| Fabien Elias Julia Friess Sabrina Jund Ramona Mühl Valentin Fehrenbach Raphael Kunz Lorenz Mühl Rainer Vogel Thomas Wegmann                                 | Tauziehen           | Mixed bis 580 kg                      |
| Caio Lauxtermann Fabian Vogel | Trampolinturnen     | Synchronspringen                      |

## Teilnehmer nach Sportarten

### Beachhandball
| Wettbewerb    | Frauen | Männer |
| ------------- | --- | --- |
| Athleten      | Kirsten Walter Belen Gettwart Emma Pilz Isabel Kattner Julia Drachsler Lena Klingler Pauline Borrmann Lucie-Marie Kretzschmar Nele Kurzke Amelie Möllmann | Lennart Wörmann Lennart Liebeck Lars Zelser Moritz Ebert Timo Günther Jannis Herr Severin Henrich Robin John Hendrik Prahst Tobias Zeyen |
| Vorrunde      | Spanien 2:0 Vietnam 2:0 Dänemark 2:0 | Kroatien 2:1 Portugal 1:2 Brasilien 1:2                                                                                                  |
| Viertelfinale | China 2:0 | Dänemark 2:1 |
| Halbfinale    | Dänemark 2:0 | Brasilien 2:1 |
| Finale        | Argentinien 1:2 | Portugal 2:1 |
| Rang          | Silber | Gold |

### Billard
| Athleten        | Wettbewerb   | Vorrunde          | Vorrunde | Viertelfinale     | Viertelfinale | Halbfinale       | Halbfinale    | Finale                             | Finale        | Rang   |
| Athleten        | Wettbewerb   | Gegner            | Erg.     | Gegner            | Erg.          | Gegner           | Erg.          | Gegner                             | Erg.          | Rang   |
| --------------- | ------------ | ----------------- | -------- | ----------------- | ------------- | ---------------- | ------------- | ---------------------------------- | ------------- | ------ |
| Frauen          |              |                   |          |                   |               |                  |               |                                    |               |        |
| Pia Filler      | Pool 10-Ball | Rubilen Amit      | 7:4      | Han Yu            | 5:7           | ausgeschieden    | ausgeschieden | ausgeschieden                      | ausgeschieden | 5      |
| Pia Filler      | Pool 10-Ball | Liu Shasha        | 5:7      | Han Yu            | 5:7           | ausgeschieden    | ausgeschieden | ausgeschieden                      | ausgeschieden | 5      |
| Ina Kaplan      | Pool 10-Ball | Kristina Tkatsch  | 7:5      | Hung Meng-hsia    | 7:3           | Han Yu           | 3:7           | Spiel um Bronze: Liu Shasha        | 6:7           | 4      |
| Ina Kaplan      | Pool 10-Ball | Mayte Ropero      | 4:7      | Hung Meng-hsia    | 7:3           | Han Yu           | 3:7           | Spiel um Bronze: Liu Shasha        | 6:7           | 4      |
| Männer          |              |                   |          |                   |               |                  |               |                                    |               |        |
| Martin Horn     | Dreiband     | Erick Téllez      | 40:19    | Pedro Piedrabuena | 40:31         | Sameh Sidhom     | 32:40         | Spiel um Bronze: Trần Quyết Chiến  | 40:34         | Bronze |
| Martin Horn     | Dreiband     | Cho Myung-woo     | 40:38    | Pedro Piedrabuena | 40:31         | Sameh Sidhom     | 32:40         | Spiel um Bronze: Trần Quyết Chiến  | 40:34         | Bronze |
| Joshua Filler   | Pool 10-Ball | Wojciech Szewczyk | 9:5      | Daniel Macioł     | 9:8           | Gerson Martínez  | 7:9           | Spiel um Bronze: Wojciech Szewczyk | 9:8           | Bronze |
| Joshua Filler   | Pool 10-Ball | Hsieh Chia-chen   | 9:5      | Daniel Macioł     | 9:8           | Gerson Martínez  | 7:9           | Spiel um Bronze: Wojciech Szewczyk | 9:8           | Bronze |
| Alexander Widau | Snooker      | Liang Xiaolong    | 2:0      | Ali Al Obaidli    | 2:0           | Michael Georgiou | 1:2           | Spiel um Bronze: Muhammad Asif     | 2:1           | Bronze |
| Alexander Widau | Snooker      | Muhammad Asif     | 1:2      | Ali Al Obaidli    | 2:0           | Michael Georgiou | 1:2           | Spiel um Bronze: Muhammad Asif     | 2:1           | Bronze |

### Bogenschießen
| Athleten          | Wettbewerb               | Qualifikation | Qualifikation | Vorrunde          | Vorrunde | Halbfinale        | Halbfinale    | Finale                                | Finale        | Rang |
| Athleten          | Wettbewerb               | Punkte        | Rang          | Gegner            | Erg.     | Gegner            | Erg.          | Gegner                                | Erg.          | Rang |
| ----------------- | ------------------------ | ------------- | ------------- | ----------------- | -------- | ----------------- | ------------- | ------------------------------------- | ------------- | ---- |
| Frauen            |                          |               |               |                   |          |                   |               |                                       |               |      |
| Christine Schäfer | Feldbogen – Blankbogen   | 276           | 11            | Claudia Carcacha  | 61:56    | ausgeschieden     | ausgeschieden | ausgeschieden                         | ausgeschieden | 7    |
| Christine Schäfer | Feldbogen – Blankbogen   | 276           | 11            | Lina Björklund    | 63:61    | ausgeschieden     | ausgeschieden | ausgeschieden                         | ausgeschieden | 7    |
| Christine Schäfer | Feldbogen – Blankbogen   | 276           | 11            | Rosemarie Leitner | 57:60    | ausgeschieden     | ausgeschieden | ausgeschieden                         | ausgeschieden | 7    |
| Elisa Tartler     | Feldbogen – Recurvebogen | 370           | 1             | Freilos           | Freilos  | Chiara Rebagliati | 53:53         | Duell um Bronze: Roberta Di Francesco | 56:61         | 4    |
| Männer            |                          |               |               |                   |          |                   |               |                                       |               |      |
| Michael Meyer     | Feldbogen – Blankbogen   | 175           | 4             | César Vera        | 78:82    | ausgeschieden     | ausgeschieden | ausgeschieden                         | ausgeschieden | 5    |
| Florian Unruh     | Feldbogen – Recurvebogen | 380           | 2             | Freilos           | Freilos  | Patrick Huston    | 61:64         | Duell um Bronze: Willem Bakker        | 9:8           | 4    |

### Duathlon
| Athleten       | Wettbewerb | Zeit      | Rang |
| -------------- | ---------- | --------- | ---- |
| Frauen         |            |           |      |
| Annika Faber   | Einzel     | 1:33:29 h | 21   |
| Julia Klein    | Einzel     | DNF       | DNF  |
| Nelly Rassmann | Einzel     | 1:27:52 h | 8    |
| Männer         |            |           |      |
| Fabian Holbach | Snooker    | 1:16:54 h | 12   |

### Faustball
| Wettbewerb    | Frauen | Männer |
| ------------- | --- | --- |
| Athleten      | Pia Neuefeind Maya Mehle Ann-Kathrin Motteler Helle Großmann Denise Zeiher Svenja Schröder Michaela Grzywatz Henriette Schell Ida Hollmann Jordan Nadermann | Tom Hartung Johannes Jungclaussen Felix Klaasen Jaro Jungclausen Hauke Spille Oliver Kraut Maximilian Lutz Timon Lützow Philip Hofmann Jakob Kilpper |
| Vorrunde      | Österreich 3:0 Schweiz 2:3 Brasilien 1:3 | Brasilien 1:3 Schweiz 3:0 Österreich 3:1 |
| Viertelfinale | Neuseeland 3:0 | Freilos |
| Halbfinale    | Schweiz 3:2 | Österreich 3:1 |
| Finale        | Österreich 3:0 | Brasilien 0:3 |
| Rang          | Bronze | Silber |

### Frisbeesport

#### Discgolf
| Athleten                  | Wettbewerb | Vorrunde            | Vorrunde | Platzierungsrunde 9–16   | Platzierungsrunde 9–16 | Platzierungsrunde 13–16 | Platzierungsrunde 13–16 | Spiel um Platz 15 | Spiel um Platz 15 | Rang |
| Athleten                  | Wettbewerb | Gegner              | Erg.     | Gegner                   | Erg.                   | Gegner                  | Erg.                    | Gegner            | Erg.              | Rang |
| ------------------------- | ---------- | ------------------- | -------- | ------------------------ | ---------------------- | ----------------------- | ----------------------- | ----------------- | ----------------- | ---- |
| Frauen                    |            |                     |          |                          |                        |                         |                         |                   |                   |      |
| Wiebke Jahn Timo Hartmann | Discgolf   | Pēkšena / Balodis   | -:1UP    | Jurgelevičiūtė / Gricius | -:2UP                  | Sweetten / Houston      | -:2UP                   | Ma / Zhao         | 7UP:-             | 15   |
| Wiebke Jahn Timo Hartmann | Discgolf   | Buitrago / Legendre | 4UP:-    | Jurgelevičiūtė / Gricius | -:2UP                  | Sweetten / Houston      | -:2UP                   | Ma / Zhao         | 7UP:-             | 15   |
| Wiebke Jahn Timo Hartmann | Discgolf   | Salonen / Tuhkanen  | 2UP:-    | Jurgelevičiūtė / Gricius | -:2UP                  | Sweetten / Houston      | -:2UP                   | Ma / Zhao         | 7UP:-             | 15   |

#### Ultimate
| Wettbewerb      | Mixed Ultimate |
| --------------- | --- |
| Athleten        | Annika Prien Paul Herkens Lisa Schütz Hartley Greenwald Verena Woloson Nico Müller Ava Müller Nis-Julius Sontag Joana Erdmann Levke Walczak Conrad Schlör Charlotte Schall David Metzger Jakob Dieckmann |
| Vorrunde        | China 13:8 Vereinigte Staaten 12:13 Japan 13:9 |
| Halbfinale      | Kanada 9:13 |
| Spiel um Bronze | Frankreich 10:13 |
| Rang            | 4 |

### Jiu Jitsu
| Athleten                          | Wettbewerb                            | Qualifikation | Qualifikation | Vorrunde             | Vorrunde | Achtelfinale | Achtelfinale | Viertelfinale | Viertelfinale | Halbfinale              | Halbfinale    | Finale/Platz 3                           | Finale/Platz 3 | Rang   |
| Athleten                          | Wettbewerb                            | Punkte        | Rang          | Gegner               | Erg.     | Gegner       | Erg.         | Gegner        | Erg.          | Gegner                  | Erg.          | Gegner                                   | Erg.           | Rang   |
| --------------------------------- | ------------------------------------- | ------------- | ------------- | -------------------- | -------- | ------------ | ------------ | ------------- | ------------- | ----------------------- | ------------- | ---------------------------------------- | -------------- | ------ |
| Frauen                            |                                       |               |               |                      |          |              |              |               |               |                         |               |                                          |                |        |
| Irina Brodski                     | Ne-waza –52 kg                        | —             | —             | Pnina Aronov         | 0:2      | —            | —            | —             | —             | Im Eon-ju               | 0:4           | Kampf um Bronze: Pnina Aronov            | 0:2            | 4      |
| Irina Brodski                     | Ne-waza –52 kg                        | —             | —             | Adriana Cruz         | 6:0      | —            | —            | —             | —             | Im Eon-ju               | 0:4           | Kampf um Bronze: Pnina Aronov            | 0:2            | 4      |
| Irina Brodski                     | Ne-waza offen                         | —             | —             | —                    | —        | Im Eon-ju    | 0:14         | ausgeschieden | ausgeschieden | ausgeschieden           | ausgeschieden | ausgeschieden                            | ausgeschieden  | 9      |
| Sophie Buscher                    | Fighting –57 kg                       | —             | —             | Yacqueline Arosemena | 50:0     | —            | —            | —             | —             | Klara Mattsson          | 11:4          | Rebekka Dahl                             | 18:6           | Gold   |
| Sophie Buscher                    | Fighting –57 kg                       | —             | —             | Rebekka Dahl         | 20:18    | —            | —            | —             | —             | Klara Mattsson          | 11:4          | Rebekka Dahl                             | 18:6           | Gold   |
| Franziska Freudenberger           | Fighting –63 kg                       | —             | —             | Orapa Senatham       | 15:5     | —            | —            | —             | —             | Chiara Fiorelli         | 13:16         | Kampf um Bronze: Liva Tanzer             | 16:12          | Bronze |
| Franziska Freudenberger           | Fighting –63 kg                       | —             | —             | Geovanna de Jesus    | 50:0     | —            | —            | —             | —             | Chiara Fiorelli         | 13:16         | Kampf um Bronze: Liva Tanzer             | 16:12          | Bronze |
| Mixed                             |                                       |               |               |                      |          |              |              |               |               |                         |               |                                          |                |        |
| Alessandro Schober Christine Jahn | Duo mit körperlicher Beeinträchtigung | 85,0          | 2             | —                    | —        | —            | —            | —             | —             | Cisneros / Moreno       | 141:120       | Li / Guo                                 | 162:167        | Silber |
| Nike Hünecke Julia Paskiewicz     | Duo mit Sehbehinderung                | 87,0          | 1             | —                    | —        | —            | —            | —             | —             | Szanto / Belean         | 151:111       | Pan / Wang                               | 149:143        | Silber |
| Ian Butler Felix Paszkiewicz      | Duo Mannschaft offen                  | 402           | 4             | —                    | —        | —            | —            | —             | —             | Yuennan / Saengsriruang | 201:212       | Kampf um Bronze: Ben Brahim / Marcantoni | 194:199        | 4      |

### Kanusport

#### Kanumarathon
| Athleten        | Wettbewerb  | Vorlauf      | Vorlauf | Finale       | Finale | Rang |
| Athleten        | Wettbewerb  | Zeit         | Rang    | Zeit         | Rang   | Rang |
| --------------- | ----------- | ------------ | ------- | ------------ | ------ | ---- |
| Frauen          |             |              |         |              |        |      |
| Caroline Heuser | Kurzstrecke | 16:28,49 min | 6       | 16:24,34 min | 11     | 11   |
| Caroline Heuser | Langstrecke | —            | —       | 1:57:02,34 h | 12     | 12   |
| Männer          |             |              |         |              |        |      |
| Nico Paufler    | Kurzstrecke | 1:47,94 min  | 6       | 14:16,26 min | 5      | 5    |
| Nico Paufler    | Langstrecke | —            | —       | 1:38:38,79 h | 7      | 7    |

#### Kanupolo
| Wettbewerb    | Frauen | Männer |
| ------------- | --- | --- |
| Athleten      | Katharin Grünewald Nina Hachenburg Hannah Kunz Jill Rutzen Svenja Schaeper Nele Schmalenbach Leonie Wagner | Arne Beckmann Erik Beukenbusch René Kirchhoff Leon Konrad Esra Özbay Julian Prescher Tim Riecke Lennart Unterfeld Jonas Vieren |
| Vorrunde      | Neuseeland 4:1 China 23:0 Iran 7:3                                                                         | Italien 5:3 Großbritannien 2:1 China 13:0                                                                                      |
| Viertelfinale | Dänemark 3:2                                                                                               | Polen 5:2 |
| Halbfinale    | Italien 5:1                                                                                                | Großbritannien 4:1 |
| Finale        | Neuseeland 4:0                                                                                             | Italien 3:1 |
| Rang          | Gold | Gold |

### Karate

#### Kumite
| Athleten      | Wettbewerb        | Vorrunde               | Vorrunde | Halbfinale     | Halbfinale | Finale              | Finale | Rang |
| Athleten      | Wettbewerb        | Gegner                 | Erg.     | Gegner         | Erg.       | Gegner              | Erg.   | Rang |
| ------------- | ----------------- | ---------------------- | -------- | -------------- | ---------- | ------------------- | ------ | ---- |
| Frauen        |                   |                        |          |                |            |                     |        |      |
| Mia Bitsch    | Klasse bis 55 kg  | Wei Yuchun             | 9:4      | Valentina Toro | 7:2        | Anschelika Terljuha | 3:1    | Gold |
| Mia Bitsch    | Klasse bis 55 kg  | Hana Furumoto-Deshaies | 5:2      | Valentina Toro | 7:2        | Anschelika Terljuha | 3:1    | Gold |
| Mia Bitsch    | Klasse bis 55 kg  | Rina Kodo              | 7:5      | Valentina Toro | 7:2        | Anschelika Terljuha | 3:1    | Gold |
| Johanna Kneer | Klasse über 68 kg | Menna Okila            | 8:4      | Clio Ferracuti | 5:4        | María Torres        | 3:0    | Gold |
| Johanna Kneer | Klasse über 68 kg | Hannah Sullivan        | 6:3      | Clio Ferracuti | 5:4        | María Torres        | 3:0    | Gold |
| Johanna Kneer | Klasse über 68 kg | María Torres           | 1:1S     | Clio Ferracuti | 5:4        | María Torres        | 3:0    | Gold |

### Kickboxen
| Athleten         | Wettbewerb            | Viertelfinale   | Viertelfinale | Halbfinale   | Halbfinale | Finale                            | Finale | Rang   |
| Athleten         | Wettbewerb            | Gegner          | Erg.          | Gegner       | Erg.       | Gegner                            | Erg.   | Rang   |
| ---------------- | --------------------- | --------------- | ------------- | ------------ | ---------- | --------------------------------- | ------ | ------ |
| Frauen           |                       |                 |               |              |            |                                   |        |        |
| Stefanie Megerle | Semikontakt bis 70 kg | Vanessa Sánchez | 13:6          | Tina Baloh   | 15:5       | Andrea Busa                       | 6:4    | Silber |
| Männer           |                       |                 |               |              |            |                                   |        |        |
| Roland Viczian   | Semikontakt bis 63 kg | Kevin Córdova   | 11:1          | Roland Veres | 78:82      | Kampf um Bronze: Borislaw Radulow | 9:19   | 4      |

### Korfball
| Wettbewerb        | Mixed Halle |
| ----------------- | --- |
| Athleten          | Anna Orth Hannah Heilmann Johanna Gnut Julia Strach Jana Kierdorf Lea Witthaus Madeline Gust Jan Heming Lucas Witthaus Maurice Grammel Pascal Weckendrup Steffen Heppekausen Theo Nowak Thomas Freund |
| Vorrunde          | Suriname 14:15 Belgien 14:27 Tschechien 19:20 (GG) |
| Platzierungsrunde | Portugal 23:20 |
| Spiel um Platz 5  | Suriname 14:16 |
| Rang              | 6 |

### Kraftdreikampf
| Athleten             | Wettbewerb                  | Gewicht    | Gewicht     | Gewicht    | Gesamt   | Gesamt | Rang |
| Athleten             | Wettbewerb                  | Kniebeugen | Bankdrücken | Kreuzheben | Gewicht  | Punkte | Rang |
| -------------------- | --------------------------- | ---------- | ----------- | ---------- | -------- | ------ | ---- |
| Frauen               |                             |            |             |            |          |        |      |
| Cathrin Silberzahn   | Schwergewicht Equipped      | –          | 152,5 kg    | 195,0 kg   | DSQ      | DSQ    | DSQ  |
| Valerie von Gleichen | Superschwergewicht Equipped | 270,0 kg   | 75,0 kg     | 125,0 kg   | 470,0 kg | 73,13  | 8    |

### Luftsport
| Athleten         | Wettbewerb   | Qualifikation | Qualifikation | 1. Runde                       | 1. Runde | Achtelfinale                   | Achtelfinale          | Viertelfinale | Viertelfinale | Halbfinale    | Halbfinale    | Finale        | Finale        | Rang |
| Athleten         | Wettbewerb   | Zeit          | Rang          | Zeit                           | Rang     | Zeit                           | Rang                  | Gegner        | Erg.          | Gegner        | Erg.          | Gegner        | Erg.          | Rang |
| ---------------- | ------------ | ------------- | ------------- | ------------------------------ | -------- | ------------------------------ | --------------------- | ------------- | ------------- | ------------- | ------------- | ------------- | ------------- | ---- |
| Offen            |              |               |               |                                |          |                                |                       |               |               |               |               |               |               |      |
| Felix Strohmeier | Dronenrennen | 32,070 s      | 21            | 1:44,476 min                   | 3        | Hoffnungsrunde 2: DNF          | Hoffnungsrunde 2: DNF | ausgeschieden | ausgeschieden | ausgeschieden | ausgeschieden | ausgeschieden | ausgeschieden | 20   |
| Felix Strohmeier | Dronenrennen | 32,070 s      | 21            | Hoffnungsrunde 1: 1:45,292 min | 1        | Hoffnungsrunde 2: DNF          | Hoffnungsrunde 2: DNF | ausgeschieden | ausgeschieden | ausgeschieden | ausgeschieden | ausgeschieden | ausgeschieden | 20   |
| Arvin Schröder   | Dronenrennen | 28,733 s      | 9             | 1:44,781 min                   | 2        | DNF                            | DNF                   | ausgeschieden | ausgeschieden | ausgeschieden | ausgeschieden | ausgeschieden | ausgeschieden | 14   |
| Arvin Schröder   | Dronenrennen | 28,733 s      | 9             | 1:44,781 min                   | 2        | Hoffnungsrunde 2: 1:44,144 min | 2                     | ausgeschieden | ausgeschieden | ausgeschieden | ausgeschieden | ausgeschieden | ausgeschieden | 14   |
| Arvin Schröder   | Dronenrennen | 28,733 s      | 9             | 1:44,781 min                   | 2        | Hoffnungsrunde 3: 1:34.686 min | 3                     | ausgeschieden | ausgeschieden | ausgeschieden | ausgeschieden | ausgeschieden | ausgeschieden | 14   |

### Orientierungslauf
| Athleten                                                           | Wettbewerb    | Zeit      | Rang |
| ------------------------------------------------------------------ | ------------- | --------- | ---- |
| Frauen                                                             |               |           |      |
| Birte Friedrichs                                                   | Sprint        | 18:38 min | 20   |
| Birte Friedrichs                                                   | Mittelstrecke | 51:42 min | 10   |
| Hanna Müller                                                       | Sprint        | 17:10 min | 8    |
| Hanna Müller                                                       | Mittelstrecke | 49:37 min | 7    |
| Männer                                                             |               |           |      |
| Bojan Blumenstein                                                  | Sprint        | 16:41 min | 18   |
| Bojan Blumenstein                                                  | Mittelstrecke | 56:13 min | 11   |
| Anselm Reichenbach                                                 | Sprint        | 16:02 min | 14   |
| Anselm Reichenbach                                                 | Mittelstrecke | DNF       | DNF  |
| Männer                                                             |               |           |      |
| Hanna Müller Anselm Reichenbach Bojan Blumenstein Birte Friedrichs | Staffel       | 1:03:14 h | 9    |

### Powerboating
| Athleten                        | Wettbewerb           | Qualifikation | Qualifikation | Vorläufe | Vorläufe | Finale        | Finale        | Rang |
| Athleten                        | Wettbewerb           | Zeit          | Rang          | Punke    | Rang     | Punke         | Rang          | Rang |
| ------------------------------- | -------------------- | ------------- | ------------- | -------- | -------- | ------------- | ------------- | ---- |
| Frauen                          |                      |               |               |          |          |               |               |      |
| Jennifer Beckmann               | MotoSurf             | 1:02,174 min  | 17            | 13       | 17       | ausgeschieden | ausgeschieden | 17   |
| Männer                          |                      |               |               |          |          |               |               |      |
| Sebastian Lux                   | MotoSurf             | 0:56,439 min  | 21            | 11       | 20       | ausgeschieden | ausgeschieden | 20   |
| Mixed                           |                      |               |               |          |          |               |               |      |
| Jennifer Beckmann Sebastian Lux | MotoSurf Nationencup | 2:02,027 min  | 11            | 2        | 11       | 2             | 11            | 11   |

### Racquetball
| Athleten                      | Wettbewerb | Vorrunde          | Vorrunde | Viertelfinale | Viertelfinale | Halbfinale    | Halbfinale    | Finale        | Finale        | Rang |
| Athleten                      | Wettbewerb | Gegner            | Erg.     | Gegner        | Erg.          | Gegner        | Erg.          | Gegner        | Erg.          | Rang |
| ----------------------------- | ---------- | ----------------- | -------- | ------------- | ------------- | ------------- | ------------- | ------------- | ------------- | ---- |
| Frauen                        |            |                   |          |               |               |               |               |               |               |      |
| Angela Grisar                 | Einzel     | Ana Martínez      | 0:3      | ausgeschieden | ausgeschieden | ausgeschieden | ausgeschieden | ausgeschieden | ausgeschieden | 9    |
| Männer                        |            |                   |          |               |               |               |               |               |               |      |
| Marcel Lunsmann               | Einzel     | Conrrado Moscoso  | 0:3      | ausgeschieden | ausgeschieden | ausgeschieden | ausgeschieden | ausgeschieden | ausgeschieden | 9    |
| Mixed                         |            |                   |          |               |               |               |               |               |               |      |
| Marcel Lunsmann Angela Grisar | Doppel     | Moscoso / Barrios | 0:3      | ausgeschieden | ausgeschieden | ausgeschieden | ausgeschieden | ausgeschieden | ausgeschieden | 9    |

### Rettungsschwimmen
| Athleten                                                         | Wettbewerb                        | Zeit             | Rang   |
| ---------------------------------------------------------------- | --------------------------------- | ---------------- | ------ |
| Frauen                                                           |                                   |                  |        |
| Nina Holt                                                        | 50 m Retten                       | 32,22 s          | Gold   |
| Nina Holt                                                        | 100 m Kombinierte Rettungsübung   | 1:03,69 min (WR) | Gold   |
| Alica Gebhardt                                                   | 200 m Super Lifesaver             | 2:26,19 min      | Silber |
| Lena Oppermann                                                   | 50 m Retten                       | 33,42 s          | Silber |
| Lena Oppermann                                                   | 100 m Retten mit Flossen          | 51,26 s          | Silber |
| Lena Oppermann                                                   | 100 m Kombinierte Rettungsübung   | 1:08,69 min      | Silber |
| Undine Lauerwald                                                 | 100 m Retten mit Flossen und Gurt | 57,12 s          | Silber |
| Undine Lauerwald                                                 | 100 m Retten mit Flossen          | 51,87 s          | 6      |
| Nina Holt Alica Gebhardt Lena Oppermann Undine Lauerwald         | 4 × 25 m Retten einer Puppe       | 1:12,10 min (WR) | Gold   |
| Nina Holt Alica Gebhardt Lena Oppermann Undine Lauerwald         | 4 × 50 m Retten mit Gurt          | 1:37,60 min      | Gold   |
| Nina Holt Julia Hennig Lena Oppermann Undine Lauerwald           | 4 × 50 m Pool Lifesaver           | 1:51,07 min (WR) | Gold   |
| Männer                                                           |                                   |                  |        |
| Tim Brang                                                        | 100 m Retten mit Flossen          | 45,32 min        | 5      |
| Felix Hofmann                                                    | 200 m Super Lifesaver             | 2:08,66 min      | Bronze |
| Max Tesch                                                        | 200 m Super Lifesaver             | 2:13,36 min      | 8      |
| Danny Wieck                                                      | 50 m Retten                       | 30,16 s          | 7      |
| Tim Brang David Laufkötter Danny Wieck Jan Malkowski             | 4 × 25 m Retten einer Puppe       | 1:05,26 min      | 4      |
| Sebastien Pierre Lous Jan Malkowski Danny Wieck Tim Brang        | 4 × 50 m Pool Lifesaver           | 1:39,92 min      | Silber |
| Sebastien Pierre Lous Jan Malkowski Danny Wieck David Laufkötter | 4 × 50 m Retten mit Gurt          | 1:26,20 min      | Bronze |

### Rollsport

#### Inline-Speedskating

##### Bahn
| Athleten          | Wettbewerb                   | Qualifikation | Qualifikation | Halbfinale    | Halbfinale    | Finale        | Finale        | Rang   |
| Athleten          | Wettbewerb                   | Zeit          | Rang          | Zeit          | Rang          | Zeit/Punkte   | Rang          | Rang   |
| ----------------- | ---------------------------- | ------------- | ------------- | ------------- | ------------- | ------------- | ------------- | ------ |
| Frauen            |                              |               |               |               |               |               |               |        |
| Laethisia Schimek | 200 m Zeitfahren             | 22,454 s      | 14            | —             | —             | ausgeschieden | ausgeschieden | 14     |
| Laethisia Schimek | 500 m Sprint                 | 45,183 s      | 11            | ausgeschieden | ausgeschieden | ausgeschieden | ausgeschieden | 11     |
| Laethisia Schimek | 1000 m Sprint                | 1:28,723 min  | 15            | 1:26,164 min  | 6             | 1:27,306 min  | 4             | 4      |
| Larissa Gaiser    | 1000 m Sprint                | 1:27,099 min  | 5             | 1:27,871 min  | 14            | ausgeschieden | ausgeschieden | 14     |
| Larissa Gaiser    | 5000 m Punkterennen          | —             | —             | —             | —             | 10 Punkte     | 3             | Bronze |
| Larissa Gaiser    | 10.000 m Ausscheidungsfahren | —             | —             | —             | —             | ausgeschieden | 5             | 5      |
| Männer            |                              |               |               |               |               |               |               |        |
| Nils Bühnemann    | 1000 m Sprint                | 1:22,402 min  | 15            | 1:21,325 min  | 14            | ausgeschieden | ausgeschieden | 14     |
| Nils Bühnemann    | 5000 m Punkterennen          | —             | —             | —             | —             | 0 Punkte      | 9             | 9      |
| Nils Bühnemann    | 10.000 m Ausscheidungsfahren | —             | —             | —             | —             | ausgeschieden | 6             | 6      |
| Ron Pucklitzsch   | 200 m Zeitfahren             | 17,864 s      | 9             | —             | —             | 17,734 min    | 9             | 9      |
| Ron Pucklitzsch   | 500 m Sprint                 | 43,528 s      | 14            | ausgeschieden | ausgeschieden | ausgeschieden | ausgeschieden | 14     |
| Ron Pucklitzsch   | 1000 m Sprint                | 1:26,366 min  | 26            | ausgeschieden | ausgeschieden | ausgeschieden | ausgeschieden | 26     |

##### Straße
| Athleten          | Wettbewerb                   | Qualifikation | Qualifikation | Halbfinale    | Halbfinale    | Finale        | Finale        | Rang   |
| Athleten          | Wettbewerb                   | Zeit          | Rang          | Zeit          | Rang          | Zeit/Punkte   | Rang          | Rang   |
| ----------------- | ---------------------------- | ------------- | ------------- | ------------- | ------------- | ------------- | ------------- | ------ |
| Frauen            |                              |               |               |               |               |               |               |        |
| Laethisia Schimek | 100 m Sprint                 | 13,029 s      | 15            | ausgeschieden | ausgeschieden | ausgeschieden | ausgeschieden | 15     |
| Laethisia Schimek | 1 Runde                      | 36,359 s      | 4             | 36,988 s      | 2             | 38,266 s      | 3             | Bronze |
| Larissa Gaiser    | 10000 m Punkterennen         | —             | —             | —             | —             | 7 Punkte      | 5             | 5      |
| Larissa Gaiser    | 15.000 m Ausscheidungsfahren | —             | —             | —             | —             | ausgeschieden | 7             | 7      |
| Männer            |                              |               |               |               |               |               |               |        |
| Nils Bühnemann    | 10.000 m Punkterennen        | —             | —             | —             | —             | 0 Punkte      | 10            | 10     |
| Nils Bühnemann    | 15.000 m Ausscheidungsfahren | —             | —             | —             | —             | ausgeschieden | 14            | 14     |
| Ron Pucklitzsch   | 100 m Sprint                 | 10,102 s      | 2             | 9,970 s       | 2             | 9,905 s       | 3             | Bronze |
| Ron Pucklitzsch   | 1 Runde                      | 34,101 s      | 12            | ausgeschieden | ausgeschieden | ausgeschieden | ausgeschieden | 12     |

### Sportklettern
| Athleten                         | Wettbewerb    | Qualifikation | Qualifikation | Achtelfinale  | Achtelfinale      | Viertelfinale      | Viertelfinale     | Halbfinale    | Halbfinale    | Finale        | Finale        | Rang |
| Athleten                         | Wettbewerb    | Zeit          | Rang          | Gegner        | Erg.              | Gegner             | Erg.              | Gegner        | Erg.          | Gegner        | Erg.          | Rang |
| -------------------------------- | ------------- | ------------- | ------------- | ------------- | ----------------- | ------------------ | ----------------- | ------------- | ------------- | ------------- | ------------- | ---- |
| Frauen                           |               |               |               |               |                   |                    |                   |               |               |               |               |      |
| Julia Koch                       | Speed Einzel  | 7,73 s        | 19            | ausgeschieden | ausgeschieden     | ausgeschieden      | ausgeschieden     | ausgeschieden | ausgeschieden | ausgeschieden | ausgeschieden | 19   |
| Mina Schultz                     | Speed Einzel  | 10,68 s       | 32            | ausgeschieden | ausgeschieden     | ausgeschieden      | ausgeschieden     | ausgeschieden | ausgeschieden | ausgeschieden | ausgeschieden | 32   |
| Nele Thomas                      | Speed Einzel  | 8,25 s        | 24            | ausgeschieden | ausgeschieden     | ausgeschieden      | ausgeschieden     | ausgeschieden | ausgeschieden | ausgeschieden | ausgeschieden | 24   |
| Julia Koch Nele Thomas           | Speed Staffel | 16,05 s       | 10            | Italien       | Fall : 15,29 s    | ausgeschieden      | ausgeschieden     | ausgeschieden | ausgeschieden | ausgeschieden | ausgeschieden | 10   |
| Männer                           |               |               |               |               |                   |                    |                   |               |               |               |               |      |
| Leander Carmanns                 | Speed Einzel  | 7,14 s        | 29            | ausgeschieden | ausgeschieden     | ausgeschieden      | ausgeschieden     | ausgeschieden | ausgeschieden | ausgeschieden | ausgeschieden | 29   |
| Sebastian Lucke                  | Speed Einzel  | 5,44 s        | 20            | ausgeschieden | ausgeschieden     | ausgeschieden      | ausgeschieden     | ausgeschieden | ausgeschieden | ausgeschieden | ausgeschieden | 20   |
| Leander Carmanns Sebastian Lucke | Speed Staffel | 11,07 s       | 10            | Italien       | 10,63 s : 14,22 s | Vereinigte Staaten | 10,63 s : 10,26 s | ausgeschieden | ausgeschieden | ausgeschieden | ausgeschieden | 6    |

| Athleten         | Wettbewerb     | Platzierungsrunde | Platzierungsrunde | Vorlauf       | Vorlauf       | Achtelfinale  | Achtelfinale  | Viertelfinale | Viertelfinale | Halbfinale    | Halbfinale    | Finale        | Finale        | Rang |
| Athleten         | Wettbewerb     | Zeit              | Rang              | Zeit          | Rang          | Gegner        | Erg.          | Gegner        | Erg.          | Gegner        | Erg.          | Gegner        | Erg.          | Rang |
| ---------------- | -------------- | ----------------- | ----------------- | ------------- | ------------- | ------------- | ------------- | ------------- | ------------- | ------------- | ------------- | ------------- | ------------- | ---- |
| Frauen           |                |                   |                   |               |               |               |               |               |               |               |               |               |               |      |
| Julia Koch       | Speed Einzel 4 | 7,82 s            | 20                | 9,37 s        | 3             | ausgeschieden | ausgeschieden | ausgeschieden | ausgeschieden | ausgeschieden | ausgeschieden | ausgeschieden | ausgeschieden | 22   |
| Mina Schultz     | Speed Einzel 4 | 8,81 s            | 30                | ausgeschieden | ausgeschieden | ausgeschieden | ausgeschieden | ausgeschieden | ausgeschieden | ausgeschieden | ausgeschieden | ausgeschieden | ausgeschieden | 30   |
| Nele Thomas      | Speed Einzel 4 | 8,19 s            | 23                | 7,88 s        | 3             | ausgeschieden | ausgeschieden | ausgeschieden | ausgeschieden | ausgeschieden | ausgeschieden | ausgeschieden | ausgeschieden | 23   |
| Männer           |                |                   |                   |               |               |               |               |               |               |               |               |               |               |      |
| Leander Carmanns | Speed Einzel 4 | 5,03 s            | 5                 | –             | –             | 5,10 s        | 3             | ausgeschieden | ausgeschieden | ausgeschieden | ausgeschieden | ausgeschieden | ausgeschieden | 9    |
| Sebastian Lucke  | Speed Einzel 4 | 5,235 s           | 14                | 5,27 s        | 3             | ausgeschieden | ausgeschieden | ausgeschieden | ausgeschieden | ausgeschieden | ausgeschieden | ausgeschieden | ausgeschieden | 20   |

### Squash
| Athleten        | Wettbewerb | 1. Runde      | 1. Runde    | Achtelfinale          | Achtelfinale  | Viertelfinale   | Viertelfinale | Halbfinale    | Halbfinale    | Finale        | Finale        | Rang |
| Athleten        | Wettbewerb | Gegner        | Erg.        | Gegner                | Erg.          | Gegner          | Erg.          | Gegner        | Erg.          | Gegner        | Erg.          | Rang |
| --------------- | ---------- | ------------- | ----------- | --------------------- | ------------- | --------------- | ------------- | ------------- | ------------- | ------------- | ------------- | ---- |
| Frauen          |            |               |             |                       |               |                 |               |               |               |               |               |      |
| Saskia Beinhard | Einzel     | Zhang Yaqi    | 3:0         | Franka Vidović        | 3:2           | Marie Stephan   | 0:3           | ausgeschieden | ausgeschieden | ausgeschieden | ausgeschieden | 5    |
| Katerina Tycova | Einzel     | Tola Otrząsek | 3:0         | Marta Domínguez       | 0:3           | ausgeschieden   | ausgeschieden | ausgeschieden | ausgeschieden | ausgeschieden | ausgeschieden | 11   |
| Katerina Tycova | Einzel     | Trostrunde:   | Trostrunde: | Trostrunde:           | Trostrunde:   | Kara Lincou     | 3:1           | Hannah Chukwu | 2:3           | ausgeschieden | ausgeschieden | 11   |
| Männer          |            |               |             |                       |               |                 |               |               |               |               |               |      |
| Raphael Kandra  | Einzel     | Viktor Byrtus | 0:3         | ausgeschieden         | ausgeschieden | ausgeschieden   | ausgeschieden | ausgeschieden | ausgeschieden | ausgeschieden | ausgeschieden | 21   |
| Raphael Kandra  | Einzel     | Trostrunde:   | Trostrunde: | Dmytro Schtscherbakow | 3:0           | Ronald Palomino | 1:3           | ausgeschieden | ausgeschieden | ausgeschieden | ausgeschieden | 21   |

### Tanzen

#### Standard Tänze
| Athleten                     | 1. Runde | 1. Runde | 1. Runde      | 1. Runde     | 1. Runde  | 1. Runde | 1. Runde | Halbfinale    | Halbfinale    | Halbfinale    | Halbfinale    | Halbfinale    | Halbfinale    | Halbfinale    | Finale        | Finale        | Finale        | Finale        | Finale        | Finale        | Rang          | Rang |
| Athleten                     | Punkte   | Punkte   | Punkte        | Punkte       | Punkte    | Punkte   | Rang     | Punkte        | Punkte        | Punkte        | Punkte        | Punkte        | Punkte        | Rang          | Punkte        | Punkte        | Punkte        | Punkte        | Punkte        | Punkte        | Rang          | Rang |
| Athleten                     | Walzer   | Tango    | Wiener Walzer | Slow Foxtrot | Quickstep | Gesamt   | Rang     | Walzer        | Tango         | Wiener Walzer | Slow Foxtrot  | Quickstep     | Gesamt        | Rang          | Walzer        | Tango         | Wiener Walzer | Slow Foxtrot  | Quickstep     | Gesamt        | Rang          | Rang |
| ---------------------------- | -------- | -------- | ------------- | ------------ | --------- | -------- | -------- | ------------- | ------------- | ------------- | ------------- | ------------- | ------------- | ------------- | ------------- | ------------- | ------------- | ------------- | ------------- | ------------- | ------------- | ---- |
| Paar                         |          |          |               |              |           |          |          |               |               |               |               |               |               |               |               |               |               |               |               |               |               |      |
| Karolis Burenikis Fabien Lax | 33,83    | 33,42    | 33,75         | 33,92        | 34,08     | 169,00   | 16       | ausgeschieden | ausgeschieden | ausgeschieden | ausgeschieden | ausgeschieden | ausgeschieden | ausgeschieden | ausgeschieden | ausgeschieden | ausgeschieden | ausgeschieden | ausgeschieden | ausgeschieden | ausgeschieden | 16   |

#### Latein
| Athleten                         | 1. Runde | 1. Runde    | 1. Runde | 1. Runde   | 1. Runde | 1. Runde | 1. Runde | Halbfinale | Halbfinale  | Halbfinale | Halbfinale | Halbfinale | Halbfinale | Halbfinale | Finale        | Finale        | Finale        | Finale        | Finale        | Finale        | Rang          | Rang |
| Athleten                         | Punkte   | Punkte      | Punkte   | Punkte     | Punkte   | Punkte   | Rang     | Punkte     | Punkte      | Punkte     | Punkte     | Punkte     | Punkte     | Rang       | Punkte        | Punkte        | Punkte        | Punkte        | Punkte        | Punkte        | Rang          | Rang |
| Athleten                         | Samba    | Cha Cha Cha | Rumba    | Paso Doble | Jive     | Gesamt   | Rang     | Samba      | Cha Cha Cha | Rumba      | Paso Doble | Jive       | Gesamt     | Rang       | Samba         | Cha Cha Cha   | Rumba         | Paso Doble    | Jive          | Gesamt        | Rang          | Rang |
| -------------------------------- | -------- | ----------- | -------- | ---------- | -------- | -------- | -------- | ---------- | ----------- | ---------- | ---------- | ---------- | ---------- | ---------- | ------------- | ------------- | ------------- | ------------- | ------------- | ------------- | ------------- | ---- |
| Paar                             |          |             |          |            |          |          |          |            |             |            |            |            |            |            |               |               |               |               |               |               |               |      |
| Khrystyna Moshenska Marius Balan | 38,33    | 38,50       | 38,50    | 38,42      | 38,42    | 192,17   | 1        | 38,67      | 38,50       | 38,67      | 38,58      | 38,58      | 193,00     | 1          | 39,29         | 39,00         | 39,33         | 38,83         | 39,25         | 195,71        | 1             | Gold |
| Jacky Joos Razvan Dumitrescu     | 33,42    | 33,33       | 33,50    | 33,75      | 33,75    | 167,75   | 14       | 34,92      | 35,17       | 35,25      | 35,42      | 35,67      | 176,42     | 9          | ausgeschieden | ausgeschieden | ausgeschieden | ausgeschieden | ausgeschieden | ausgeschieden | ausgeschieden | 9    |
| Anna Salita Artur Balandin       | 34,83    | 35,08       | 35,42    | 35,08      | 35,08    | 175,50   | 9        | 33,75      | 34,08       | 33,83      | 33,75      | 33,83      | 169,25     | 14         | ausgeschieden | ausgeschieden | ausgeschieden | ausgeschieden | ausgeschieden | ausgeschieden | ausgeschieden | 14   |

### Tauziehen
| Wettbewerb      | Frauen bis 500 kg | Männer bis 640 kg | Mixed bis 580 kg |
| --------------- | --- | --- | --- |
| Athleten        | Julia Birkhofer Nicole Durst Selina Göser Sina Grözinger Carina Ickler Mirja Mohring Marina Müller Melanie Sandmann Theresa Schwegler | Lucas Broghammer Tobias Ortlieb Patrick Frank Philip Klingele Martin Wehrle Tim Fuß Jakob Schlegel Markus Resch Florian Resch | Fabien Elias Julia Friess Sabrina Jund Ramona Mühl Valentin Fehrenbach Raphael Kunz Lorenz Mühl Rainer Vogel Thomas Wegmann |
| Vorrunde        | Vereinigte Staaten 3:0 Schweden 0:3 Großbritannien 1:1 Schweiz 0:3 Chinesisch Taipeh 0:3                                              | Großbritannien 1:1 Niederlande 3:0 Schweiz 1:1 Belgien 3:0 Chinesisch Taipeh 3:0                                              | Chinesisch Taipeh 3:0 Niederlande 3:0 Schweiz 0:3 Belgien 0:3 Italien 1:1                                                   |
| Halbfinale      | Chinesisch Taipeh 0:3 | Schweiz 1:2 | Belgien 0:3 |
| Duell um Bronze | Schweden 0:3 | Belgien 2:1 | Italien 3:0 |
| Rang            | 4 | Silber | Bronze |

### Turnsport

#### Akrobatik
| Athleten                                                    | Wettbewerb | Qualifikation | Qualifikation | Finale        | Finale        | Rang |
| Athleten                                                    | Wettbewerb | Punkte        | Rang          | Punkte        | Rang          | Rang |
| ----------------------------------------------------------- | ---------- | ------------- | ------------- | ------------- | ------------- | ---- |
| Frauen                                                      |            |               |               |               |               |      |
| Tara Engler Tia Gazsi Anna Jesse                            | Gruppe     | 27,520        | 5             | 28,030        | 4             | 4    |
| Männer                                                      |            |               |               |               |               |      |
| Andreas Benke Aaron Borck Pascale Dreßler Carl Frankenstein | Gruppe     | 28,050        | 5             | ausgeschieden | ausgeschieden | 5    |

#### Trampolinturnen
| Athleten                      | Wettbewerb            | Qualifikation | Qualifikation | Halbfinale           | Halbfinale      | Finale                           | Finale         | Rang   |
| Athleten                      | Wettbewerb            | Punkte        | Rang          | Gegner               | Ergebnis        | Gegner                           | Ergebnis       | Rang   |
| ----------------------------- | --------------------- | ------------- | ------------- | -------------------- | --------------- | -------------------------------- | -------------- | ------ |
| Frauen                        |                       |               |               |                      |                 |                                  |                |        |
| Anastasia Heinrich            | Doppel Mini-Trampolin | 24,600        | 7             | ausgeschieden        | ausgeschieden   | ausgeschieden                    | ausgeschieden  | 7      |
| Männer                        |                       |               |               |                      |                 |                                  |                |        |
| Caio Lauxtermann Fabian Vogel | Synchronspringen      | 51,190        | 3             | Albuquerque / Santos | 21,460 : 25,900 | Duell um Bronze: Chartier / Riou | 52,450 : 5,660 | Bronze |

### Unterwassersport

#### Flossenschwimmen
| Athleten                                                  | Wettbewerb         | Zeit         | Rang   |
| --------------------------------------------------------- | ------------------ | ------------ | ------ |
| Frauen                                                    |                    |              |        |
| Lilly Placzek                                             | 50 m Doppelflosse  | 22,04 s      | 6      |
| Lilly Placzek                                             | 100 m Doppelflosse | 48,84 s      | 8      |
| Michèle Rütze                                             | 200 m              | 1:31,39 min  | 6      |
| Johanna Schikora                                          | 400 m              | 3:30,47 min  | 8      |
| Michèle Rütze Johanna Schikora Kyra Säbisch Nadja Barthel | 4 × 50 m           | 1:14,81 min  | 8      |
| Michèle Rütze Johanna Schikora Kyra Säbisch Nadja Barthel | 4 × 100 m          | 2:46,18 min  | 7      |
| Männer                                                    |                    |              |        |
| Niklas Loßner                                             | 50 m Tauchen       | 15,38 s      | 7      |
| Justus Mörstedt                                           | 100 m              | 34,31 s      | Silber |
| Justus Mörstedt                                           | 200 m              | 1:18,80 min  | Silber |
| Max Poschardt                                             | 50 m Tauchen       | 13,87 s      | Gold   |
| Max Poschardt                                             | 100 m              | 33,81 s (WG) | Gold   |
| Max Poschardt                                             | 200 m              | 1:19,79 min  | 4      |
| Max Poschardt Niklas Loßner Justus Mörstedt Marek Leipold | 4 × 50 m           | 59,35 s (WR) | Gold   |
| Max Poschardt Niklas Loßner Justus Mörstedt Marek Leipold | 4 × 100 m          | 2:17,39 min  | Gold   |

### Wakeboarding
| Athleten         | Wettbewerb          | Qualifikation | Qualifikation | Hoffnungsrunde | Hoffnungsrunde | Halbfinale    | Halbfinale    | Finale        | Finale        | Rang   |
| Athleten         | Wettbewerb          | Punkte        | Rang          | Punkte         | Rang           | Punkte        | Rang          | Punkte        | Rang          | Rang   |
| ---------------- | ------------------- | ------------- | ------------- | -------------- | -------------- | ------------- | ------------- | ------------- | ------------- | ------ |
| Frauen           |                     |               |               |                |                |               |               |               |               |        |
| Julia Rick       | Cable Wakeboard     | 76,40         | 1             | –              | –              | 70,20         | 1             | 86,40         | 1             | Gold   |
| Emely Jones      | Cable Wakeboard     | 52,20         | 2             | –              | –              | 34,80         | 6             | ausgeschieden | ausgeschieden | 11     |
| Tara Kriz        | Wake Surf Skim      | 40,00         | 3             | –              | –              | 20,00         | 5             | ausgeschieden | ausgeschieden | 10     |
| Männer           |                     |               |               |                |                |               |               |               |               |        |
| Max Milde        | Cable Wakeboard     | 83,00         | 1             | –              | –              | 86,60         | 2             | 92,80         | 2             | Silber |
| Florian Weiherer | Cable Wakeboard     | 63,40         | 2             | –              | –              | 77,20         | 3             | 65,00         | 3             | Bronze |
| Meo Stirm        | Wake Surf Skim      | 25,00         | 4             | 20,00          | 5              | ausgeschieden | ausgeschieden | ausgeschieden | ausgeschieden | 14     |
| Wanley Fendrich  | Wakeboard Freestyle | 30,56         | 4             | 57,22          | 2              | ausgeschieden | ausgeschieden | ausgeschieden | ausgeschieden | 11     |